# Mandewal, Jevargi
Mandewal là một làng thuộc tehsil Jevargi, huyện Gulbarga, bang Karnataka, Ấn Độ.